# Anna Schepeler-Lette

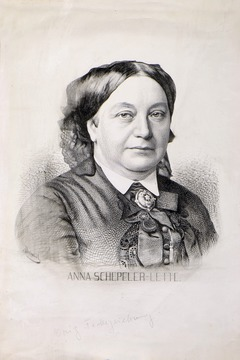
Anna Schepeler-Lette Stich nach zeitgenössischer Zeichnung, A. Schubert 1883

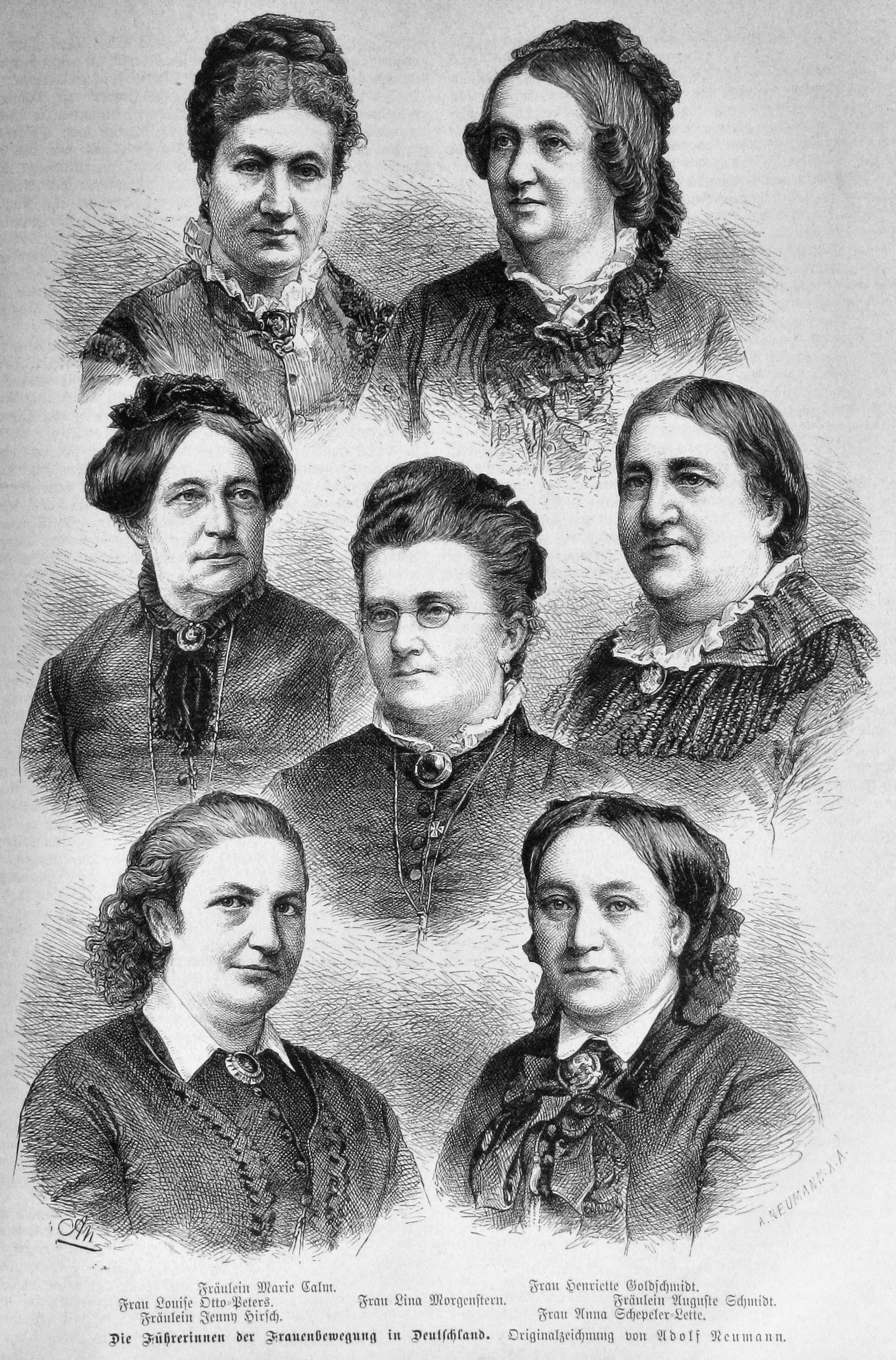
„Die Führerinnen der Frauenbewegung in Deutschland“ in der Gartenlaube 1883. Anna Schepeler-Letter in unterer Reihe rechts

Anna Schepeler-Lette (* 10. Dezember 1827 in Soldin; † 17. September 1897 in Berlin) war eine deutsche Politikerin, Frauenrechtlerin und Schulgründerin. Sie war die älteste Tochter von Wilhelm Adolf Lette.

## Leben
Anna Lette wuchs in einer politisch interessierten und bildungsfreundlichen Familie in Berlin auf. Als junge Frau begleitete sie ihren Vater zur Nationalversammlung nach Frankfurt a. M. Dort lernte sie den Kaufmann Carl Schepeler (1814–1861), den Sohn von Georg Schepeler, kennen, heiratete ihn und engagierte sich im Frankfurter Kunstleben und in Frauenvereinen. Die Ehe blieb kinderlos. Nach dem Tod ihres Ehemannes übersiedelte sie 1866 wieder zu ihrem Vater nach Berlin und engagierte sich in dem von ihm gegründeten „Verein zur Förderung der Erwerbstätigkeit des weiblichen Geschlechts“.
Nach dem Tod Wilhelm Adolf Lettes im Jahr 1868 übernahm Anna Schepeler-Lette ab 1872 die Leitung des von ihm gegründeten, nun umbenannten Lette-Vereins. Unter ihrer Leitung wurde der Lette-Verein Schulträger und ein weltweites Vorbild für die Berufsausbildung von Frauen. Sie riskierte Schulgründungen ohne Vorbild und ohne Gewähr durch Staat und Wirtschaft. Unter ihrer Leitung wurden die Handels- und Gewerbeschule (1872), eine Haushaltungsschule (1886) und die Photographische Lehranstalt (1890) gegründet. 1873 setzte sie die Telegraphistinnen-Ausbildung durch. 1875 wurde die Schriftsetzerinnenschule eröffnet.
Anna Schepeler-Lette erkannte auch die Notwendigkeit Ausbilderinnen fortzubilden und ließ seit 1875 Lehrerinnen im Lette-Verein ausbilden – zunächst Handarbeits- und Zeichenlehrerinnen, später Gewerbe- und Industrielehrerinnen. So bahnte sie der Ausbildung von Frauen zu Lehrerinnen in Preußen den Weg. In der Photographischen Lehranstalt wurde ab 1895 der Beruf der Röntgenschwester entwickelt.
Unter dem Vorsitz von Anna Schepeler-Lette wurden die Kontakte des Lette-Vereins zur deutschen Frauenbewegung intensiviert und stabilisiert. Sie gehörte dem Kuratorium der Vereinigung zur Veranstaltung von Gymnasialkursen für Frauen in Berlin an. Seit 1876 arbeiteten der Lette-Verein und der allgemeine Deutsche Frauenverein (ADF) erfolgreich zusammen. 1893 fuhr sie zur World’s Columbian Exposition nach Chicago, stellte dort den Lette-Verein vor und nahm am Frauenkongress teil. 1894 beteiligte sich Anna Schepeler-Lette an der Gründung des Bundes Deutscher Frauenvereine (BDF) und wurde zur stellvertretenden Vorsitzenden gewählt. Im selben Jahr nahm sie als offizielle Vertreterin an der Feier zum 25-jährigen Bestehen des Allgemeinen Deutschen Lehrerinnenvereins (ADLV) teil und wirkte aktiv im Vorstand der Frauenabteilung zur Gestaltung der Gewerbeausstellung 1896 in Berlin mit.

## Werke

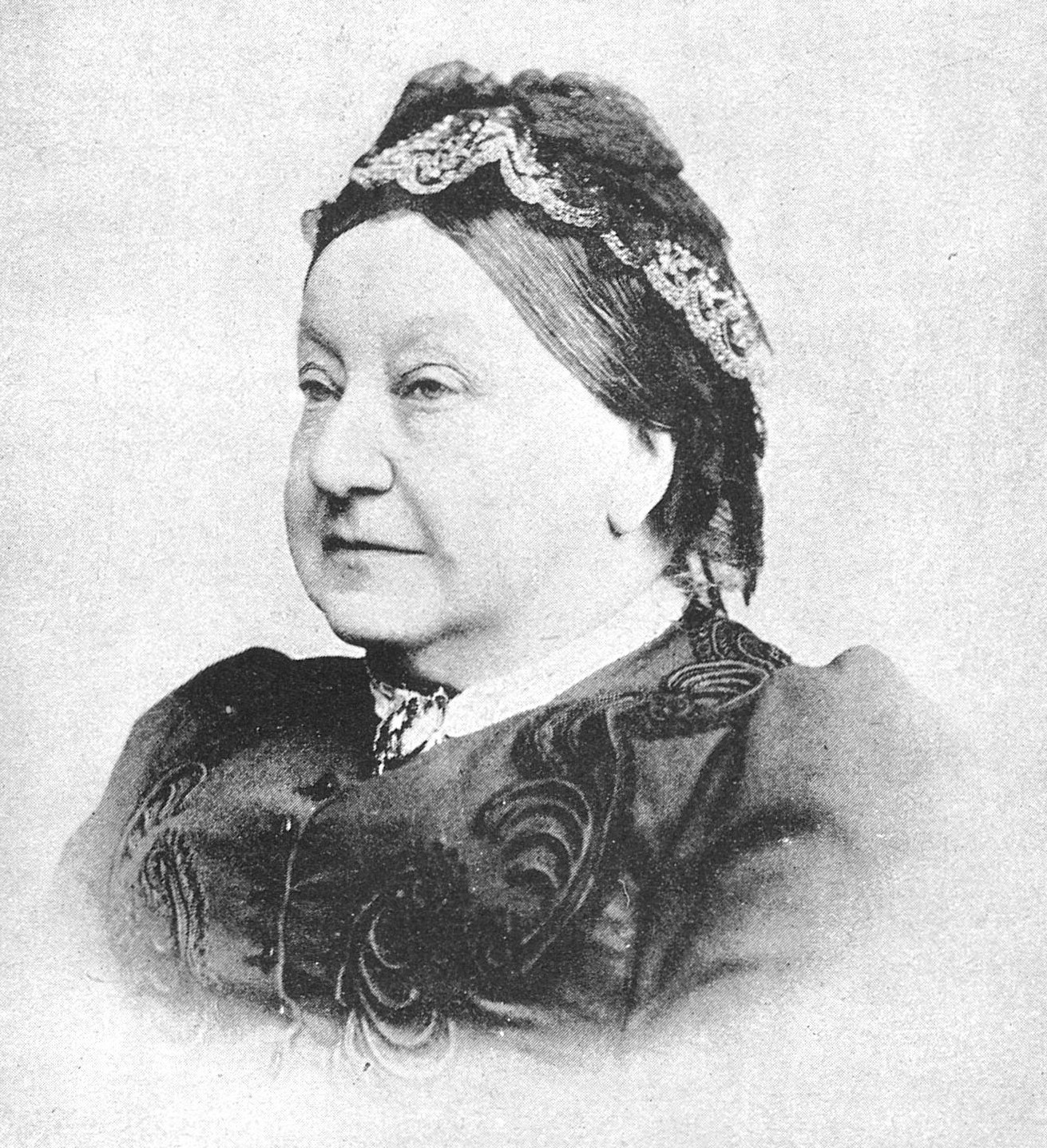
Anna Schepeler-Lette im Alter

- Bericht über den Verband deutscher Frauenbildungs- und Erwerbvereine erstattet auf der Generalversammlung des Allgemeinen Deutschen Frauenvereins zu Heidelberg. In: Frauenanwalt. Berlin, 1879, S. 340–345
- Die Spitzenfabrikation des Riesengebirges. In: Deutscher Frauenanwalt. Berlin, 1881, S. 1–4